# Avguštine
Avguštine (Duits: Augustinenberg) is een plaats in Slovenië en maakt deel uit van de gemeente Kostanjevica na Krki in de NUTS-3-regio Spodnjeposavska. De plaats telde 45 inwoners op 1 januari 2020.

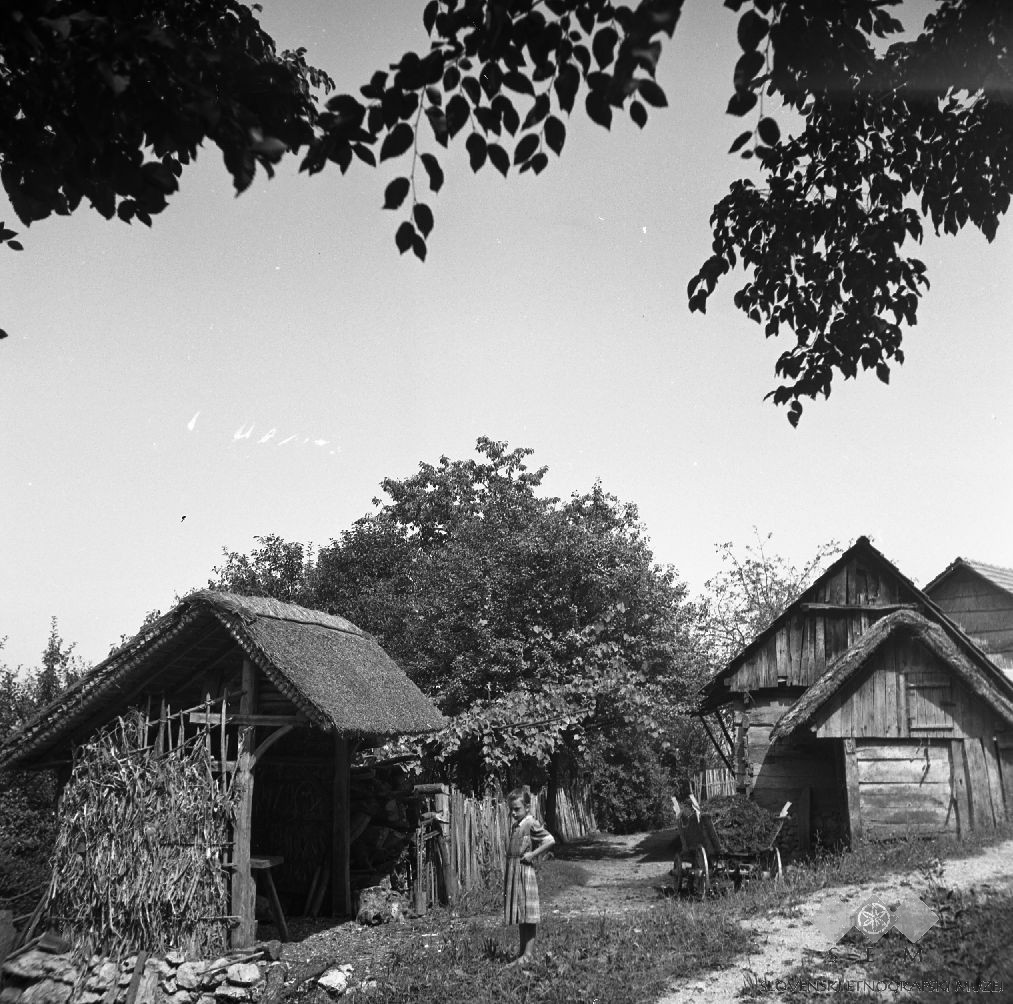
Dorpsbeeld in 1956